# GetBackers
Pour l'anime adapté du manga, voir GetBackers (série télévisée d'animation).
 (mars 2015).
Si vous disposez d'ouvrages ou d'articles de référence ou si vous connaissez des sites web de qualité traitant du thème abordé ici, merci de compléter l'article en donnant les références utiles à sa vérifiabilité et en les liant à la section « Notes et références ».
Autre
GetBackers (ゲットバッカーズ -奪還屋-, Gettobakkāzu Dakkan'ya, litt. GetBackers : Service de récupération) est un shōnen manga scénarisé par Tadashi Agi sous le pseudonyme de Yūya Aoki et dessiné par Rando Ayamine. Il est prépublié dans le Weekly Shōnen Magazine entre le 23 mars 1999 et le 21 février 2007 et compilé en un total de 39 volumes reliés. la version française est éditée par Pika Édition.

## Histoire

### Prologue
L'histoire raconte celle de deux jeunes adultes (Ban Midô et Ginji Amano) qui forment un groupe appelé les « GetBackers ». Leur travail consiste à récupérer les objets que leurs clients ont perdus.

### Synopsis

Vue de Shinjuku

L'action se déroule au Japon, et principalement à Shinjuku (un quartier de Tokyo), dans un futur proche. La particularité des deux héros est qu'ils possèdent des pouvoirs extraordinaires.
Ginji peut produire de l'électricité et la contrôler à volonté grâce à des cellules corporelles très développées. Ban possède quant à lui une force de poigne colossale de 200 kg de pression et le Jagan (du chinois : « œil maléfique ») qui provoque de très puissantes illusions chez tous ceux qui croisent son regard. Il contrôle le rêve pendant une minute, mais le rêve peut sembler durer des heures, voire des jours. Il ne peut cependant s'en servir que trois fois en 24 heures, et il ne peut pas le réutiliser sur une même personne dans ce même laps de temps.

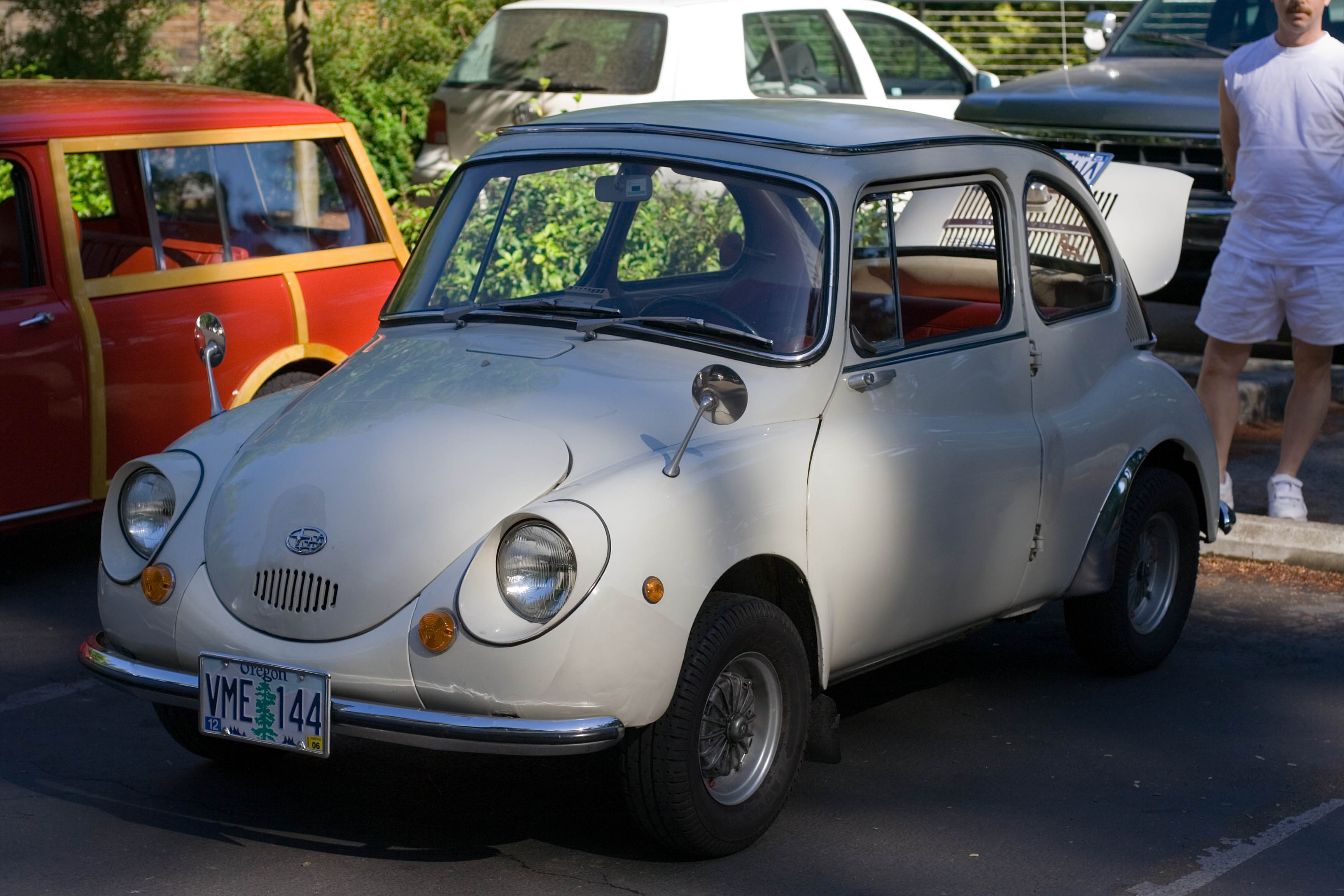
Une Subaru 360, la voiture des GetBackers

Les deux héros vont essayer de remplir à bien leurs missions pour gagner un maximum d'argent (ils auront tout au long de leurs aventures, des problèmes avec leur voiture, ou des arnaques de Heaven).
Peu à peu, on découvre en outre que Ginji possède un lourd passé et que les missions vont l'amener sur les terres de son enfance. Et que Ban a lui aussi un lourd passé car il a vécu seul et a été traqué lors de la Grande Chasse aux sorcières.
Au fil du temps et des prouesses scénaristiques, on comprend que la réalité virtuelle est omniprésente et que la volonté prédomine à la force.

## Univers deGetBackers

### Le Mugenjo
Le Mugenjo est l'élément clé de l'univers des GetBackers. Toutes les questions que se posent les protagonistes de l'histoire semblent trouver réponse là-bas. Le mot Mugenjo signifie « château de l'infini », il s'agit d'un groupe d'immeubles ultra moderne abandonné juste avant la fin des travaux et qui sert de refuge à différents parias de la société.
Il se divise en trois zones :
1. La zone inférieure qui est habitée par des humains lambda et fut dirigée un temps par Ginji, chef du groupe les Volts. Son surnom était alors Raitei (l'empereur de la foudre). Dans le Mugenjo, ses pouvoirs sont décuplés. Il arrive à produire plus de 800 000 volts et même à créer du plasma. Actuellement c'est Makubex qui assure la sécurité des lieux.
2. La zone intermédiaire « Belt Line » : Kazuki, malgré sa puissance, n'a jamais réussi à vaincre les adversaires de cette zone.
3. La zone supérieure « Babylon City » : dirigée par une organisation nommée « Brain Trust » et qui abriterait les « dieux du Mugenjo ». Cette organisation semble utiliser la Lower Town et ses habitants comme zone de test, et engage des personnes possédant des pouvoirs exceptionnels.

Les pires atrocités semblent se dérouler là-bas, les habitants de la zone inférieure redoutant sans cesse les attaques venant de la zone intermédiaire. Le Mugenjo existe en partie grâce à une réalité virtuelle très poussée, certains habitants n'existant pas officiellement ont été créés par ordinateur (ce qui explique pourquoi une bonne partie des habitants ne peuvent pas quitter les lieux).
Makubex, qui pense que son existence est artificielle, s'est d'ailleurs servi de cette réalité virtuelle afin de simuler une tyrannie dans le but d'éviter tout débordement dans la zone inférieure mais, ramené à la raison par Ginji, il réussit à dégager la Lower Town de l'emprise de la Babylon City. Personne ne sait ni qui est à la tête de Brain Trust, ni pourquoi ils ont créé un tel système.

## Manga
Au Japon, le premier tome est sorti le 17 août 1999. Aujourd'hui, le manga est terminé et les aventures de Ginji et Ban comptent 39 volumes au Japon. La série a été publiée dans le Weekly Shōnen Magazine et est aussi éditée en tankōbon.
En France, la série prend fin le 2 juin 2010 après la sortie du tome 39. GetBackers a commencé par être prépublié dans le magazine Shōnen Collection. La série est éditée en volumes reliés depuis novembre 2003 chez Pika Édition.

## Anime
GetBackers est adapté à la télévision en 2002. Cette version reprend certaines aventures du manga original mais propose aussi des épisodes hors-série.

## Produits dérivés

### Jeux vidéo
Tous les jeux issus du manga GetBackers ont été développés par Konami et sont sortis uniquement au Japon.

#### Rôle
- 2001 : GetBackers Dakkanoku sur Game Boy Advance
- 2001 : GetBackers Jigoku no Sukaramushu sur Game Boy Advance
- 2002 : GetBackers Ubawareta Mugenjou sur PlayStation
- 2003 : GetBackers Dakkanoku: Metropolis Dakkan Sakusen! sur Game Boy Advance
- 2003 : GetBackers Dakkanoku: Jagan Fûin! sur Game Boy Advance

#### Combat
- 2002 : GetBackers sur PlayStation
- 2003 : GetBackers Dakkanoku: Dakkan Dayo! Zenin Shôgô!!|GetBackers Fighting sur PlayStation 2
- 2009 : Sunday vs Magazine sur PlayStation Portable. Jeu crossover avec les mangas de Weekly Shōnen Magazine et de Weekly Shōnen Sunday.

#### Aventure
- 2004 : GetBackers Dakkanoku Ura Shinjuku Saikyô Battle sur PlayStation 2.

### Publications
- Tsuya Style de Atsuko Nakajima. Atsuko Nakajima publie son premier art book officiel sur deux séries sur lesquelles il a travaillé : GetBackers et You're Under Arrest. 100 pages.
- Guide Book de Aoki & Ayamine. 300 pages d'images diverses sur GetBackers
- G/B GetBackers de Aoki & Ayamine. Le premier art book officiel avec 145 illustrations commentées.

### Musiques
- GetBackers : Target G (2002) (sorti le 26 décembre 2002)
- GetBackers : Target B (2003) (sorti le 27 mars 2003)
- GetBackers Original Soundtrack (de Taku Iwasaki. Sorti le 30 janvier 2003)
- GetBackers Original Soundtrack 2 [TWINS] (de Taku Iwasaki. Sorti le 25 juillet 2003)